# Зайлер, Андреас
Андре́ас За́йлер (нем. Andreas Sailer) — немецкий кёрлингист.
В составе мужской сборной Германии участник чемпионата мира 1985 и чемпионата Европы 1984. В составе юниорской мужской сборной Германии участник двух чемпионатов мира.
Играл на позиции первого.

## Команды
| Сезон   | Четвёртый        | Третий    | Второй        | Первый         | Турниры                             |
| ------- | ---------------- | --------- | ------------- | -------------- | ----------------------------------- |
| 1981—82 | Christoph Möckel | Уве Зайле | Jürgen Kiesel | Андреас Зайлер | ЧМЮ 1982 (8 место)                  |
| 1982—83 | Christoph Möckel | Уве Зайле | Jürgen Kiesel | Андреас Зайлер | ЧМЮ 1983 (8 место)                  |
| 1984—85 | Кит Вендорф      | Уве Зайле | Свен Зайле    | Андреас Зайлер | ЧЕ 1984 (4 место) ЧМ 1985 (9 место) |

(скипы выделены полужирным шрифтом)